# 与瀬町
与瀬町（よせまち）は、神奈川県津久井郡に存在した町。現在の相模原市緑区北部に位置した。
本項では町制前の自治体である与瀬駅（よせえき）についても記す。

## 地理
- 山：孫山
- 川：相模川

## 歴史
- 1889年（明治22年）4月1日 - 町村制の施行により与瀬村が単独で自治体を形成して与瀬駅が発足。小原町、千木良村との町村組合が発足し、組合役場を小原町大字小原に設置。
- 1913年（大正2年）4月1日 - 町制施行し与瀬町となる。
- 1930年（昭和5年） - 組合役場が大字与瀬に移転。
- 1955年（昭和30年）1月1日 - 内郷村・小原町・千木良村と合併して相模湖町が発足。同日与瀬町廃止。
- 2006年（平成18年）3月20日 - 相模湖町が相模原市に編入。
- 2010年（平成22年）4月1日 - 相模原市が政令指定都市に移行し、旧村域が緑区となる。

## 交通

### 鉄道路線
- 日本国有鉄道（現東日本旅客鉄道）
  - 中央本線：与瀬駅（現相模湖駅）

### 道路
- 国道20号（甲州街道）